# St-Paul (Valenciennes)
Die Kirche Saint-Paul in Valenciennes war die Kirche des Dominikanerkonvents in der Stadt. Der Konvent wurde 1233 gegründet und während der Französischen Revolution Ende des 18. Jahrhunderts aufgelöst.

## Geschichte
Zu Beginn des 13. Jahrhunderts traten in Europa Bettelorden auf, darunter auch die Dominikaner, die 1233 Valenciennes erreichten. Gräfin Johanna von Flandern und Hennegau schenkte ihnen Grundstücke, die unmittelbar an die Stadtbefestigung angrenzten, nicht weit westlich der Place du Grand Marché (Place d’Armes). Die Mönche bauten eine bescheidene Kirche, die bald zu klein wurde. Vermutlich 1272 wurde eine Verlängerung der bisherigen Kirche fertiggestellt. 
Am 2. Mai 1473 fand in der Kirche des Konvents das 12. Kapitel des Ordens vom Goldenen Vlies statt, die letzte Ordensversammlung vor dessen Übernahme durch die Habsburger. Im Jahr 1622 wurde von Valenciennes aus der Dominikanerkonvent in Braine-le-Comte gegründet.
Aus dem Konvent stammt das Kreuzigungs-Gemälde „Le Calvaire“ von Abraham Janssens van Nuyssen. Es wurde um 1620 gemalt, ging nach der Auflösung des Konvents während der Revolution in öffentlichen Besitz über und befindet sich heute im Musée des Beaux-Arts in Valenciennes.

## Ausgrabungen
1989 wurden bei Rettungsgrabungen in der Rue d’Oultreman die Fundamente der Apsis der Kirche freigelegt und Doppelgräber gefunden, die Mitglieder der gräflichen Familie des Hennegau zugeordnet werden konnten, Verwandten der Gräfin Margarethe II. von Flandern und Hennegau aus dem Haus Avesnes:
- Ihr Sohn Johann I. von Hennegau (1218–1257) und seine Ehefrau Adelheid von Holland († 1284)
- Johanns Bruder und seine Ehefrau Felicitas de Coucy sowie
- eines ihrer Kinder, Johann II. von Hennegau und Holland (1248–1304)